# Parangitia temperata
Parangitia temperata är en fjärilsart som beskrevs av William Schaus 1911. Parangitia temperata ingår i släktet Parangitia och familjen nattflyn. Inga underarter finns listade i Catalogue of Life.